# 贾斯汀·里德
贾斯汀·迈克尔·里德（英語：Justin Michael Reed，1982年1月16日—2017年10月20日），美国职业篮球运动员。

## 大学生涯
生于密西西比州杰克逊，高中时期就读于杰克逊普罗万高中（Provine High School），随后进入密西西比大学打球，他是由原杰克逊普罗万高中队友组成的大学篮球队Provine Posse三人组合的核心，四个赛季都入选SEC东南联盟的全明星阵容，他是球队场上以及更衣室的领袖。2001年的新秀赛季，里德带领大学篮球队首次晋级16强。

## NBA生涯
在大学篮球生涯的成功后，里德在2004年NBA选秀中第二轮第40顺位被波士顿凯尔特人队选中。2006年1月26日他在一宗多人交易中被送去了明尼苏大森林狼。里德在森林狼队的40场比赛中有着较出色的发挥后，赛季末成为自由球员的他得到了与球队续约的机会，得到了一份三年$4,310,500的不错合同。
2007年6月14日，球队正式宣布里德和队友迈克·詹姆斯被交换去休斯敦火箭队以换取朱万·霍华德。.

## 个人资料
- 他是棒球运动的忠实球迷，曾说过自己很想成为去打棒球。
- 他在休斯敦广交朋友，他说 "Its my kind of city."